# Уго Родальєга
Уго Родальєга (ісп. Hugo Rodallega, нар. 25 липня 1985, Вальє-дель-Каука) — колумбійський футболіст, нападник клубу «Санта-Фе».
Виступав, зокрема, за клуби «Віган Атлетік», «Фулгем» та «Трабзонспор», а також національну збірну Колумбії.

## Клубна кар'єра
У дорослому футболі дебютував 2004 року виступами за команду клубу «Депортес Кіндіо», в якій провів один сезон, взявши участь у 43 матчах чемпіонату. 
Згодом з 2005 по 2008 рік грав у складі команд клубів «Депортіво Калі», «Монтеррей», «Атлас» (на правах оренди) та «Некакса».
Своєю грою за останню команду привернув увагу представників тренерського штабу клубу «Віган Атлетік», до складу якого приєднався 2009 року. Відіграв за клуб з Вігана наступні три сезони своєї ігрової кар'єри. Більшість часу, проведеного у складі «Віган Атлетік», був основним гравцем атакувальної ланки команди.
2012 року уклав контракт з клубом «Фулгем», у складі якого провів наступні три роки своєї кар'єри гравця. Граючи у складі «Фулгема» також здебільшого виходив на поле в основному складі команди.
Протягом 2015—2017 років захищав кольори команди клубу «Акхісар Беледієспор».
До складу клубу «Трабзонспор» приєднався 2017 року. Відіграв за команду з Трабзона 71 матч у національному чемпіонаті.
З 2019 року захищав кольори команди «Денізліспор».
У 2021 році перейшов до бразильської команди «Баїя».
З 2023 року захищає кольори клубу «Санта-Фе».

## Виступи за збірні
2005 року залучався до складу молодіжної збірної Колумбії. На молодіжному рівні зіграв у 12 офіційних матчах, забив 12 голів.
2005 року дебютував в офіційних матчах у складі національної збірної Колумбії.
У складі збірної був учасником розіграшу Кубка Америки 2007 року у Венесуелі, розіграшу Кубка Америки 2011 року в Аргентині.

## Титули і досягнення
- Чемпіон Південної Америки (U-20): 2005